# Cyphonocephalus
Cyphonocephalus är ett släkte av skalbaggar. Cyphonocephalus ingår i familjen Cetoniidae.
Kladogram enligt Catalogue of Life:
| Cyphonocephalus | \| \| Cyphonocephalus olivaceus \| \| \| \| \| \| Cyphonocephalus smaragdulus \| \| \| \| |
|                 | \| \| Cyphonocephalus olivaceus \| \| \| \| \| \| Cyphonocephalus smaragdulus \| \| \| \| |
|                 | Cyphonocephalus olivaceus                                                                 |
|                 |                                                                                           |
|                 | Cyphonocephalus smaragdulus                                                               |
|                 |                                                                                           |